# 66e cérémonie des Oscars
La 66e cérémonie de remise des Oscars du cinéma, organisée par l'Academy of Motion Picture Arts and Sciences, a lieu le 21 mars 1994 à partir de 18 h au Dorothy Chandler Pavilion du Los Angeles County Music Center.

## La cérémonie
La cérémonie dura 3 heures et 18 minutes et récompensa les meilleurs films sortis aux États-Unis de l'année 1993 dans 23 catégories.

### Équipe technique
- Maîtresse de cérémonie : Whoopi Goldberg[1]
- Producteur : Gilbert Cates (assisté de Michael B. Seligman)
- Producteur exécutif : Danette Herman, Steve McIntire (assisté de Jonathan Mussman)
- Directeur de la production : Karen F. McCarthy
- Dialoguistes : Hal Kanter, Buz Kohan
- Extras : Bruce Vilanch, Billy Grundfest, Drake Sather
- Producteur des extras : Michael J. Shapiro
- Directeur musical : Bill Conti
- Arrangeur musical : Ashley Irwin
- Directeur artistique : Chris Idoine (assisté de Michael G. Gallenberg)
- Créateur des décors : Roy Christopher
- Chef coiffeur : Maria Valdivia (assisté de Gail Rowell-Ryan)[2]
- Directeurs technique : Averill Perry, Jim Ralston, Kenneth R. Shapiro
- Régisseur scène : Peter Margolis (assisté de Vince Poxon)

### Le spectacle
Le show, animé par Whoopi Goldberg, fut mis en scène dans un style radicalement différent de ceux animés par Billy Crystal, qui avait animé les quatre dernières cérémonies. En outre, la cérémonie fut agrémentée d'extraits et de chansons de films nommées à l'Oscar.
- The Day I Fall In Love interprétée par Dolly Parton et James Ingram
- Again interprété par Janet Jackson
- Philadelphia interprété par Neil Young[3]
- Streets of Philadelphia interprétée par Bruce Springsteen[4]
- A Wink and a Smile interprétée par Keith Carradine
- What's Love Got To Do With It interprétée par Tina Turner

### L'émission télé
La cérémonie fut retransmise en direct sur la chaîne ABC sous le titre The 66th Annual Academy Awards et réalisée par Jeff Margolis.
Elle attira 46,26 millions de téléspectateurs et fut nommée et récompensée dans de multiples cérémonies : 
- nommé au Prix de la performance dans la réalisation d'une émission musicale ou de variété par la Directors Guild of America en 1995
- lauréate du Prix de la meilleure direction technique/prise de vue pour une minisérie ou une émission spéciale, et nommée au Prix de la meilleure direction artistique d'une émission musicale ou de variété, au Prix de la meilleure réalisation d'une émission musicale ou de variété, au Prix des meilleures coiffures dans une minisérie ou une émission spéciale, au Prix de la meilleure direction des lumières dans une série dramatique, une série de variété, une minisérie ou une émission spéciale, au Prix de la meilleure direction musicale, au Prix du meilleur mixage d'une série musicale ou de variété ou d'une émission spéciale, au Prix de la meilleure prestation individuelle dans une émission musicale ou de variété et au Prix de la meilleure émission musicale, comique ou de variété aux Emmy Awards 1994.

## Palmarès
Les lauréats sont indiqués ci-dessous en premier de chaque catégorie et en gras.

### Meilleur film
(remis par Harrison Ford)
- La Liste de Schindler (Schindler's List) produit par Steven Spielberg, Gerald R. Molen et Branko Lustig
  - Le Fugitif (The Fugitive) produit par Arnold Kopelson
  - Au nom du père (In the Name of the Father) produit par Jim Sheridan
  - La Leçon de piano (The Piano) produit par Jane Campion
  - Les Vestiges du jour (The Remains of the Day) produit par Mike Nichols, John Calley et Ismail Merchant (États-Unis - Royaume-Uni)

### Meilleur réalisateur
(remis par Clint Eastwood)
- Steven Spielberg pour La Liste de Schindler
  - Jim Sheridan pour Au nom du Père
  - Jane Campion pour La Leçon de Piano
  - James Ivory pour Les Vestiges du Jour
  - Robert Altman pour Short Cuts

### Meilleur acteur
(remis par Emma Thompson)
- Tom Hanks pour le rôle de Andrew Beckett dans Philadelphia
  - Daniel Day-Lewis pour le rôle de Gerry Conlon dans Au nom du père
  - Laurence Fishburne pour le rôle de Ike Turner dans Tina (What's Love Got to Do with It)
  - Anthony Hopkins pour le rôle de James Stevens dans Les Vestiges du Jour
  - Liam Neeson pour le rôle de Oskar Schindler dans La Liste de Schindler

### Meilleure actrice
(remis par Al Pacino)
- Holly Hunter pour le rôle de Ada McGrath dans La Leçon de Piano
  - Angela Bassett pour le rôle de Tina Turner dans Tina
  - Stockard Channing pour le rôle de Louisa Kittredge dans Six degrés de séparation (Six Degrees of Separation)
  - Emma Thompson pour le rôle de Sarah Kenton dans Les Vestiges du Jour
  - Debra Winger pour le rôle de Joy Gresham dans Les Ombres du Cœur (Shadowlands)

### Meilleur acteur dans un second rôle
(remis par Marisa Tomei)
- Tommy Lee Jones pour le rôle de Samuel Gerard dans Le Fugitif
  - Leonardo DiCaprio pour le rôle de Arnie Grape dans Gilbert Grape (What's Eating Gilbert Grape)
  - Ralph Fiennes pour le rôle de Amon Göth dans La Liste de Schindler
  - John Malkovich pour le rôle de Mitch Leary dans Dans la ligne de mire (In the Line of Fire)
  - Pete Postlethwaite pour le rôle de Giuseppe Conlon dans Au Nom du Père

### Meilleure actrice dans un second rôle
(remis par Gene Hackman)
- Anna Paquin pour le rôle de Flora McGrath dans La Leçon de Piano
  - Holly Hunter pour le rôle de Tammy Hemphill dans La Firme (The Firm)
  - Rosie Perez pour le rôle de Carla Rodrigo dans État second (Fearless)
  - Winona Ryder pour le rôle de May Welland dans Le Temps de l'innocence (The Age of Innocence)
  - Emma Thompson pour le rôle de Gareth Peirce dans Au Nom du Père

### Meilleur scénario original
(remis par Jeremy Irons)
- Jane Campion pour La Leçon de Piano
  - Gary Ross pour Dave, président d'un jour (Dave) d'Ivan Reitman
  - Jeff Maguire pour Dans la Ligne de Mire
  - Ron Nyswaner pour Philadelphia
  - Jeff Arch (histoire et scénario) et Nora Ephron et David S. Ward (scénario) pour Nuits blanches à Seattle (Sleepless in Seattle) de Nora Ephron

### Meilleure adaptation
(remis par Jeremy Irons)
- Steven Zaillian pour La Liste de Schindler
  - Jay Cocks et Martin Scorsese pour Le Temps de l'Innocence
  - Terry George et Jim Sheridan pour Au nom du Père
  - Ruth Prawer Jhabvala pour Les Vestiges du Jour
  - William Nicholson pour Les Ombres du Cœur

### Meilleure musique de film
- La Liste de Schindler (Schindler's List) – John Williams
  - Le Temps de l'innocence (The Age of Innocence) – Elmer Bernstein
  - La Firme (The Firm) – Dave Grusin
  - Le Fugitif (The Fugitive) – James Newton Howard
  - Les Vestiges du jour (The Remains of the Day) – Richard Robbins

### Meilleure chanson originale
- Streets of Philadelphia dans Philadelphia – Paroles et musique : Bruce Springsteen
  - The Day I Fell in Love dans Beethoven 2 (Beethoven's 2nd) – Paroles et musique : Carole Bayer Sager, James Ingram et Cliff Magness
  - Philadelphia dans Philadelphia – Paroles et musique : Neil Young
  - Again dans Poetic Justice – Paroles et musique : Janet Jackson, James Harris III et Terry Lewis
  - A Wink and a Smile dans Nuits blanches à Seattle (Sleepless in Seattle) – Musique : Marc Shaiman ; paroles : Ramsey McLean

### Meilleure création de costumes
- Le Temps de l'innocence (Age of Innocence) – Gabriella Pescucci
  - Les Vestiges du jour (The Remains of the Day) – Jenny Beavan et John Bright
  - La Liste de Schindler (Schindler's List) – Anna B. Sheppard
  - La Leçon de piano (The Piano) – Janet Patterson
  - Orlando – Sandy Powell

### Meilleurs maquillages
- Madame Doubtfire (Mrs. Doubtfire) – Greg Cannom, Ve Neill et Yolanda Toussieng
  - Philadelphia – Carl Fullerton et Alan D'Angerio
  - La Liste de Schindler (Schindler's List) – Christina Smith, Matthew Mungle et Judy Alexander Cory

### Meilleurs décors
- La Liste de Schindler (Schindler’s List) – Allan Starski (direction artistique), Ewa Braun (décors)
  - Les Valeurs de la famille Addams (Addams Family Values) – Ken Adam (direction artistique), Marvin March (décors)
  - Le Temps de l'innocence (The Age of Innocence) – Dante Ferretti (direction artistique), Robert J. Franco (décors)
  - Orlando – Ben Van Os, Jan Roelfs (direction artistique)
  - Les Vestiges du jour (The Remains of the Day) – Luciana Arrighi (direction artistique), Ian Whittaker (décors)

### Meilleur film étranger
(remis par Anthony Hopkins)
- Belle Époque (Belle epoque) de Fernando Trueba  •  Espagne (en espagnol)
  - Adieu ma concubine (Ba wang bie ji) de Chen Kaige  •   Hong Kong (en mandarin)
  - Hedd Wyn de Paul Turner  •   Royaume-Uni (en gallois)
  - L'Odeur de la papaye verte (ou Mùi du du xanh) de Trần Anh Hùng  •   Viêt Nam (en vietnamien)
  - Garçon d'honneur (Xi yan) d'Ang Lee  •   Taïwan (en mandarin)

### Meilleure photographie
- La Liste de Schindler (Schindler's List) – Janusz Kaminski
  - Adieu ma concubine (霸王別姬) – Gu Changwei
  - Le Fugitif (The Fugitive) – Michael Chapman
  - La Leçon de piano (The Piano) – Stuart Dryburgh
  - À la recherche de Bobby Fischer (Searching for Bobby Fischer) – Conrad L. Hall

### Meilleur montage
- La Liste de Schindler (The Schindler's List) – Michael Kahn
  - Le Fugitif (The Fugitive) – Dennis Virkler et David Finfer et Dean Goodhill et Don Brochu (de) et Richard Nord (en) et Dov Hoenig (en)
  - Dans la ligne de mire (In the Line of Fire) – Anne V. Coates
  - Au nom du père (In the Name of the Father) – Gerry Hambling
  - La Leçon de piano (The Piano) – Veronika Jenet

### Meilleur son
- Jurassic Park – Ron Judkins, Shawn Murphy, Gary Rydstrom et Gary Summers
  - Cliffhanger : Traque au sommet (Cliffhanger) – Bob Beemer, Tim Cooney et Michael Minkler
  - Le Fugitif (The Fugitive) – Michael Herbick, Frank A. Montaño, Donald O. Mitchell et Scott D. Smith
  - Geronimo (Geronimo: An American Legend) – Chris Carpenter, Doug Hemphill, Lee Orloff et Bill W. Benton
  - La Liste de Schindler (Schindler's List) – Ron Judkins, Scott Millan, Andy Nelson et Steve Pederson

### Meilleur montage de son
- Jurassic Park – Richard Hymns et Gary Rydstrom
  - Cliffhanger : Traque au sommet (Cliffhanger) – Gregg Baxter et Wylie Stateman
  - Le Fugitif (The Fugitive) – John Leveque et Bruce Stambler

### Meilleurs effets visuels
- Jurassic Park – Michael Lantieri, Dennis Muren, Phil Tippett et Stan Winston
  - Cliffhanger : Traque au sommet (Cliffhanger) – John Bruno, Pamela Easley, Neil Krepela et John Richardson
  - L'Étrange Noël de monsieur Jack (The Nightmare Before Christmas) – Gordon Baker, Pete Kozachik, Eric Leighton et Ariel Velasco Shaw

### Meilleur film documentaire
- I Am a Promise: The Children of Stanton Elementary School – Susan Raymond et Alan Raymond
  - Children of Fate –  Susan Todd et Andrew Young
  - For Better or For Worse – David Collier et Betsy Thompson
  - The Broadcast Tapes of Dr. Peter – David Paperny et Arthur Ginsberg
  - The War Room – Donn Alan Pennebaker et Chris Hegedus

### Meilleur court métrage (prises de vues réelles)
- Le Voyageur noir (Schwarzfahrer) – Pepe Danquart
  - La Vis – Didier Flamand
  - The Dutch Master – Susan Seidelman et Jonathan Brett
  - Down on the Waterfront – Stacy Title et Jonathan Penner
  - Partners – Peter Weller et Jana Sue Memel

### Meilleur court métrage (documentaire)
- Defending Our Lives – Margaret Lazarus et Renner Wunderlich
  - Chicks in White Satin – Elaine Holliman
  - Blood Ties:The Life et Work of Sally Mann – Steven Cantor et Peter Spirer

### Meilleur court métrage (animation)
- Un mauvais pantalon (The Wrong Trousers) – Nick Park
  - Blindscape – Stephen Palmer
  - Le Fleuve aux grandes eaux (The Mighty River) – Frédéric Back et Hubert Tison
  - Small Talk – Bob Godfrey et Kevin Baldwin
  - The Village - Mark Baker

### Oscar d'honneur
- Deborah Kerr

### Jean Hersholt Humanitarian Award
- Paul Newman

## Statistiques

### Nominations multiples
- 12 : La Liste de Schindler
- 8 : La Leçon de piano, Les Vestiges du jour
- 7 : Le Fugitif, Au nom du père
- 5 : Philadelphia, Le Temps de l'innocence
- 3 : Cliffhanger : Traque au sommet, Dans la ligne de mire, Jurassic Park
- 2 : Adieu ma concubine, La Firme, Orlando, Les Ombres du cœur, Nuits blanches à Seattle, Tina (What's Love Got to Do with It)

### Récompenses multiples
- 7 / 12 : La Liste de Schindler
- 3 / 8 : La Leçon de piano
- 3 / 3 : Jurassic Park
- 2 / 5 : Philadelphia

### Les grands perdants
- 1 / 7 : Le Fugitif
- 1 / 4 : Le Temps de l'innocence
- 0 / 8 : Les Vestiges du jour
- 0 / 7 : Au nom du père
- 0 / 3 : Cliffhanger : Traque au sommet
- 0 / 3 : Dans la ligne de mire

## Anecdote
Dans le film In and Out, sorti en 1997, l'acteur fictif Cameron Drake (joué par Matt Dillon) remporte l'Oscar du meilleur acteur lors de la 68e cérémonie des Oscars. Son discours de remerciement, à l'origine de l'intrigue de cette comédie, est inspirée du discours réel de Tom Hanks lors de la 66e cérémonie des Oscars, dans lequel il disait s'être inspiré de son professeur de théâtre au lycée, Rawley Farnsworth, et de son ancien camarade de classe John Gilkerson, tous deux homosexuels : « Deux des meilleurs Américains gays, deux hommes merveilleux que j'ai eu la chance de côtoyer ».